# 梅斯基特 (內華達州)
梅斯基特（Mesquite）是美國內華達州克拉克縣的一座城市，位於拉斯維加斯東北方約130公里處，有15號州際公路經過。2020年有人口20,471人。